# Ninocminda (gmina)
Ninocminda (gru. ნინოწმინდის მუნიციპალიტეტი) – jednostka administracyjna regionu Samcche-Dżawachetia w Gruzji. Ośrodniem administracyjnym jest miasto Ninocminda. W 2014 roku zamieszkana przez 24 491 osób. Powierzchnia wynosi 1 354 km².